# Ahman Green
Ahman Rashad Green (født 16. februar 1977 i Omaha, Nebraska, USA) er en tidligere amerikansk footballspiller, der spillede som runningback i NFL. Hans karriere i ligaen strakte sig over 12 år, hvor han repræsenterede Seattle Seahawks, Green Bay Packers og Houston Texans.
Greens præstationer i NFL sikrede ham fire år i træk, fra 2001 til 2004 valg til Pro Bowl, ligaens All-Star kamp.

## Klubber
- 1998-1999: Seattle Seahawks
- 2000-2006: Green Bay Packers
- 2007-2008: Houston Texans
- 2009: Green Bay Packers
- 2010: Omaha Nighthawks (United Football League)
- 2011: Montreal Alouettes (Canadian Football League)